# 1922
1922 (MCMXXII) fue un año común comenzado en domingo según el calendario gregoriano.

## Acontecimientos

### Enero
- 2 de enero: en Chile, el Partido Obrero Socialista, resuelve cambiar su nombre al de Partido Comunista de Chile y adherirse a la Internacional Comunista (III Internacional).
- 11 de enero: en Toronto, se administra por primera vez insulina a un paciente llamado Leonard Thompson que estaba ingresado en el Hospital General de Toronto.
- 24 de enero: en Copenhague, Carl Nielsen estrena su Sinfonía n.º 5, opus 50.

### Febrero
- 1 de febrero: sangrientos enfrentamientos en Gleiwitz entre franceses y habitantes de la Alta Silesia.
- 2 de febrero: se publica por primera vez la novela Ulises, de James Joyce.
- 4 de febrero: el tratado chino-japonés restituye a China el territorio de Qingdao.
- 6 de febrero: en Washington D. C. se firma el Tratado de las Nueve Potencias, cuyo fin es lograr el respeto a la independencia y a la integridad territorial y administrativa de China.
- 6 de febrero: en España, desde hoy se exige la asistencia con puntualidad a los funcionarios públicos de todos los ministerios españoles.
- 2-6 de febrero: en Roma, tiene lugar el cónclave para elegir un nuevo pontífice tras la muerte del papa Benedicto XV.
- 6 de febrero: en Roma, el cardenal Ratti es elegido papa con el nombre de Pío XI.
- 7 de febrero: en Marruecos continúan los bombardeos de los españoles sobre posiciones rifeñas.
- 7 de febrero: en el Teatro Real de Madrid se presenta el tenor Miguel Fleta con la ópera Carmen.
- 14 de febrero: en Ginebra se celebra una conferencia que reúne delegaciones alemanas y polacas para intentar el trazado de una frontera común en Alta Silesia.
- 14 de febrero: en Karatepe (Aydin Vilayeti, Turquía), el ejército griego (en retirada tras perder la Guerra Greco-Turca) quema vivos a todos los habitantes del pueblo.
- 16 de febrero: en La Haya se celebra la primera sesión de la Corte Permanente de Justicia Internacional, creado a instancias de la Sociedad de Naciones.
- 20 de febrero: en la ciudad de Vilna (Lituania) la dieta (asamblea) es ocupada por las tropas polacas y se pronuncia a favor de su integración en Polonia.
- 21 de febrero: el dirigible militar estadounidense Roma estalla en vuelo, con un resultado de 43 muertos.
- 22 de febrero: en la prisión francesa de Versalles es guillotinado Henri Desiré Landrú, acusado del asesinato de diez mujeres.
- 22 de febrero: se hunde el paquebote británico Egypt, que aseguraba el correo entre Inglaterra y la India.
- 24 de febrero: Alemania concede la extradición de Nicolau, asesino del presidente del Consejo español Eduardo Dato.
- 28 de febrero: Egipto se independiza de Inglaterra.

### Marzo
- 4 de marzo: se estrena en Alemania la cinta Nosferatu, eine Symphonie des Grauens del director Friedrich Wilhelm Murnau, primera película relacionada con la historia original de Bram Stoker, Drácula.
- 15 de marzo: el Partido Comunista de España celebra su primer congreso, donde se elige como secretario general a Antonio García Quejido.

### Abril
- 7 de abril: a la altura de Poix, en Somme (Francia) se produce el primer choque entre dos aviones de línea.
- 16 de abril: en la localidad italiana de Rapallo los ministros de relaciones exteriores de Alemania, Walther Rathenau, y de la RSFS de Rusia, Georgi Chicherin, firman un tratado de amistad y cooperación entre ambos países.
- 23 de abril en el partido de Azul, Mateo Banks y Keena ejecuta a ocho de sus familiares en su estancia "la Buena Suerte" y "El Trebol".
- 24 de abril nace el actor y luchador Blue Demon.

### Mayo
- 17 de mayo: en Brooklands, K. Kee Guiness consigue el récord de velocidad, con un tiempo de 215,244 km/h.
- 18 de mayo: en París, falleció Charles Louis Alphonse Laveran premio Nobel de Medicina en 1907
- 20 de mayo: en Barcelona, España, se inaugura el Camp de Les Corts, antiguo estadio del Fútbol Club Barcelona.

### Junio
- 15 de junio: los aviadores portugueses Gago Coutinho y Sacadura Cabral llegan a Río de Janeiro en hidroavión, realizando así la primera travesía aérea del Atlántico Sur.
- 23 de junio: zarpa hacia México en el vapor Orcoma, la poetisa chilena Gabriela Mistral.

### Julio
- 5 de julio: en Países Bajos se realizan las primeras elecciones en las que pueden votar las mujeres.
- 11 de julio: en Mos (Pontevedra-España) nace la poeta gallega María Magdalena Domínguez.

### Agosto
- 23 de agosto: en Lima se funda la Federación Peruana de Fútbol.

### Septiembre
- 12 de septiembre: en Lima (Perú) se funda la Hermandad del Señor del Santuario de Santa Catalina.
- 13 de septiembre: a 55 km de Trípoli (capital de Libia), en la localidad de Al 'Aziziyah, la temperatura alcanza 57,7 °C (135,9 °F) a la sombra; es el récord mundial desde que se registran temperaturas hasta la actualidad.
- 17 de septiembre: Comienza la Sexta Edición de Copa América por segunda vez en Brasil:
- 21 de septiembre: en la ciudad turca de Kayseri (la antigua Cesarea de Capadocia) se funda el Patriarcado Turco Ortodoxo Independiente (Müstakil Türk Ortodoks Patrikhanesi).
- 23 de septiembre: se firma el Plan Hughes-Peynado, poniendo fin a la intervención militar estadounidense en República Dominicana.

### Octubre
- 12 de octubre: En Argentina el radical Marcelo Torcuato De Alvear asume la presidencia de la nación; siendo el segundo presidente dentro del periodo de sucesiones radicales
- 22 de octubre: En Río de Janeiro (Brasil) Finaliza la Copa América y Brasil gana su segunda Copa América tras ganarle 3-0 a Paraguay.
- 25 de octubre: fin de la Intervención japonesa en Siberia, el Ejército Rojo toma Vladivostok.
- 27 de octubre: Marcha sobre Roma. El rey Víctor Manuel III se niega a declarar el estado de sitio. Marca el inicio del régimen fascista en Italia.
- 29 de octubre: en Italia, Víctor Manuel III confía el poder a Benito Mussolini.

### Noviembre
- 1 de noviembre: el Imperio otomano se disuelve oficialmente.
- 4 de noviembre: en Egipto, Howard Carter descubre la tumba de Tutankamón.
- 4 de noviembre: fundación de Manta (Ecuador).
- 10 de noviembre: Un terremoto de 8,6 y un tsunami dejan más de 1000 muertos en Chile.

### Diciembre
- 6 de diciembre: en Irlanda se crea el Estado Libre Irlandés (más tarde, la República de Irlanda), haciendo 26 de los 32 condados en Irlanda independiente del Reino Unido.
- 8 de diciembre: en Japón, un terremoto de 6,9 sacude la prefectura de Nagasaki dejando 26 muertos y 2.000 casas dañadas.
- 14 de diciembre: en Cabimas (Venezuela), el reventón del pozo Barroso II descubre el potencial petrolero del Campo Costanero Bolívar en la costa oriental del lago de Maracaibo.
- 19 de diciembre: en Moscú (Unión Soviética), por decreto del Consejo de Comisarios del Pueblo de la RSFSR (República Socialista Federativa Soviética de Rusia), el Ministerio de Educación de la Unión Soviética transforma el VFKO Narkompros en la empresa estatal central Goskino (Comité Estatal de Cinematografía). Paralelamente a Goskino se forman nuevas oficinas de distribución estatales, públicas y privadas (Kino-Moscú, Sevzapkino, Proletkino, la recién restaurada Rus y otras), que posteriormente también se dedicaron a la producción cinematográfica.
- 22 de diciembre: en Onteniente (Comunidad Valenciana) un choque de trenes se cobra 11 muertos y 90 heridos.
- 25 de diciembre: en El Salvador, una manifestación de mujeres que marchaba en favor de un candidato presidencial opositor al gobierno de la Dinastía Meléndez-Quiñones, fue ametrallada por los cuerpos de seguridad, hecho que terminó con la muerte de varias de las manifestantes.
- 27 de diciembre: en Japón, es asignado a servicio el primer portaviones de la historia, el Hōshō.
- 30 de diciembre: fundación de la Unión de las Repúblicas Socialistas Soviéticas (URSS).

### Sin día específico
- Frederick Grant Banting y Charles Best descubren la insulina.
- Turquía se convierte en república.
- En mayo, Lenin sufre su primer infarto cerebral.
- En agosto, Lenin indica a Máximo Gorki que se encontraba tan cansado que era incapaz de hacer tarea alguna.

## Nacimientos

### Enero
- 1 de enero: Élide Brero, actriz peruana (f. 2021).
- 3 de enero: 
  - Ronald Smith, compositor de música clásica británico (f. 2004).
  - Bill Travers, actor y cineasta británico (f. 1994).
- 7 de enero: 
  - Vincent Gardenia, actor estadounidense (f. 1992).
  - Jean-Pierre Rampal, flautista francés (f. 2000).
  - Mario Almada, actor mexicano (f. 2016).
- 10 de enero: Juan Antonio Villacañas, poeta español (f. 2001).
- 15 de enero: Paul Marcinkus, arzobispo y banquero estadounidense (f. 2006).
- 17 de enero: 
  - Sheila van Damm, piloto de rallyes británica (f.1987).
  - Luis Echeverría Álvarez, presidente mexicano entre 1970 y 1976 (f. 2022).
  - Betty White, comediante, actriz y productora ejecutiva estadounidense (f. 2021).
- 27 de enero: Jesús María Alkain, político español (f. 2001).

### Febrero
- 1 de febrero: Renata Tebaldi, soprano italiana (f. 2004).
- 7 de febrero: Hattie Jacques, actriz inglesa (f. 1980).
- 8 de febrero: 
  - Yuri Averbaj, jugador de ajedrez ruso y autor (f. 2022).
  - Audrey Meadows, actriz estadounidense (f. 1996).
- 9 de febrero: Kathryn Grayson, actriz estadounidense (f. 2010).
- 10 de febrero: Árpád Göncz, presidente de Hungría (f. 2015).
- 18 de febrero: Eric Gairy, primer ministro de Granada (f. 1997).
- 22 de febrero: Jesús Iglesias, piloto de automovilismo argentino (f. 2005).
- 24 de febrero: Esperanza Magaz, actriz venezolana nacida en cuba (f. 2013).
- 26 de febrero: Margaret Leighton, actriz británica (f. 1976).

### Marzo
- 1 de marzo: Isaac Rabin, militar y político israelí, responsable de las matanzas de palestinos en Lod y Ramla (1948), primer ministro de Israel (1974-1977 y 1992-1995), protagonista de las conversaciones de paz con Yasir Arafat (1993) y premio nobel de la paz en 1994 (asesinado en 1995).
- 5 de marzo: Pier Paolo Pasolini, escritor y cineasta italiano (f. 1975).
- 7 de marzo: Olga Ladýzhenskaya, matemática rusa (f. 2004).
- 11 de marzo: José Luis López Vázquez, actor español (f. 2009).
- 11 de marzo: Cornelius Castoriadis, filósofo y psicoanalista franco-griego (f. 1997).
- 14 de marzo: China Zorrilla, actriz uruguaya (f. 2014).
- 15 de marzo: Alberto Morán (Remo Recagno), cantante argentino de tangos, de origen piamontés (f. 1997).
- 24 de marzo: Miguel Gustavo, locutor de radio, periodista y compositor brasileño. (f. 1972).

### Abril
- 3 de abril: Doris Day, actriz estadounidense. (f. 2019).
- 6 de abril: Josefina López de Serantes, escritora española (f. 1998).
- 13 de abril: Julius K. Nyerere, político tanzano (f. 1999).
- 15 de abril: 
  - Michael Ansara, actor estadounidense (f. 2013).
  - Graham Whitehead, piloto británico de automovilismo (f. 1981).
- 16 de abril: Kingsley Amis, poeta, novelista y crítico literario británico (f. 1995).
- 19 de abril: Erich Hartmann, aviador y militar alemán (f. 1993).

### Mayo
- 1 de mayo: Jorge Zuloaga, comediante, actor y reportero colombiano (f. 2022).
- 4 de mayo: Giovanni Paolo Gibertini, obispo católico italiano (f. 2020).
- 6 de mayo: Otmar Suitner, director de orquesta austriaco (f. 2010).
- 7 de mayo: Tony Leblanc, actor español (f. 2012).
- 12 de mayo: Roy Salvadori, piloto británico de automovilismo (f. 2012).
- 25 de mayo: Enrico Berlinguer, dirigente comunista italiano (f. 1984).
- 27 de mayo: Christopher Lee, actor británico (f. 2015).
- 28 de mayo: Piru Gainza, futbolista español (f. 1995).
- 29 de mayo: 
  - Jean-Claude Brisville, novelista y dramaturgo francés.(f 2014).
  - Iannis Xenakis, compositor y arquitecto francés de origen greco-rumano (f. 2001).
- 30 de mayo: Hal Clement, escritor estadounidense (f. 2003).

### Junio
- 3 de junio: Alain Resnais, cineasta francés (f. 2014).
- 10 de junio: Judy Garland, cantante y actriz estadounidense (f. 1969).
- 14 de junio: Kevin Roche, arquitecto irlandés (f. 2019).
- 18 de junio: Henri Chopin, poeta francés de vanguardia y músico (f. 2008).
- 21 de junio: Joseph Ki-Zerbo, político e historiador burkinés (f. 2006).
- 23 de junio: Juan San Martín, escritor español (f. 2005).
- 25 de junio: Antonio Bienvenida, torero español (f. 1975).
- 26 de junio: Eleanor Parker, actriz estadounidense (f. 2013).
- 27 de junio: Silvia Piñeiro, actriz chilena (f. 2003).

### Julio
- 2 de julio: Pierre Cardin, diseñador de moda franco-italiano (f. 2020).
- 3 de julio: Guillaume Cornelis van Beverloo, pintor (f. 2010).
- 6 de julio: Miguel Ángel García Guinea, arqueólogo español (f. 2012).
- 15 de julio: Leon Max Lederman, físico y profesor universitario estadounidense (f. 2018).
- 18 de julio: Thomas Kuhn, físico, filósofo de la ciencia e historiador estadounidense (f. 1996).
- 18 de julio: Julia Morilla de Campbell, escritora juvenil argentina.(,f.2020)
- 21 de julio: Juana Ginzo, actriz radiofónica española (f. 2021).
- 22 de julio: Julia Farron, bailarina de ballet británica (f. 2019).
- 23 de julio: Damiano Damiani, cineasta italiano (f. 2013).
- 25 de julio: John B. Goodenough, físico alemán-estadounidense (f. 2023)
- 26 de julio: Blake Edwards, cineasta estadounidense (f. 2010).

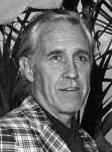
Jason Robards.

- 26 de julio: Jason Robards, actor estadounidense (f. 2000).
- 30 de julio: Micaela Josefa Portilla Vitoria, antropóloga, historiadora y pedagoga española (f. 2005)

### Agosto
- 4 de agosto: Luis Aponte Martínez, cardenal católico puertorriqueño (f. 2012).
- 14 de agosto: Noé Canjura, pintor salvadoreño (f. 1970).
- 16 de agosto: Joaquín Cordero, actor mexicano (f. 2013).
- 22 de agosto: Armando Scannone, ingeniero y gastrónomo venezolano (f. 2021).
- 25 de agosto: Gustavo Alatriste, cineasta, productor y escritor mexicano (f. 2006).
- 29 de agosto: John Edward Williams, escritor estadounidense (f. 1994).

### Septiembre
- 1 de septiembre: 

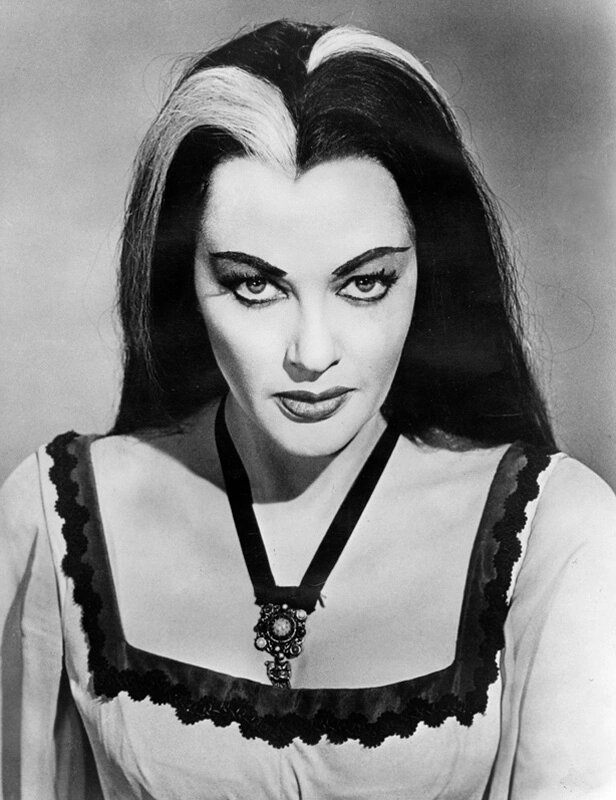
Yvonne de Carlo

  - Yvonne De Carlo, actriz, bailarina y cantante canadiense nacionalizada estadounidense (f. 2007).
  - Vittorio Gassman, actor y cineasta italiano (f. 2000).
- 8 de septiembre: Lyndon LaRouche, activista político estadounidense (f. 2019).

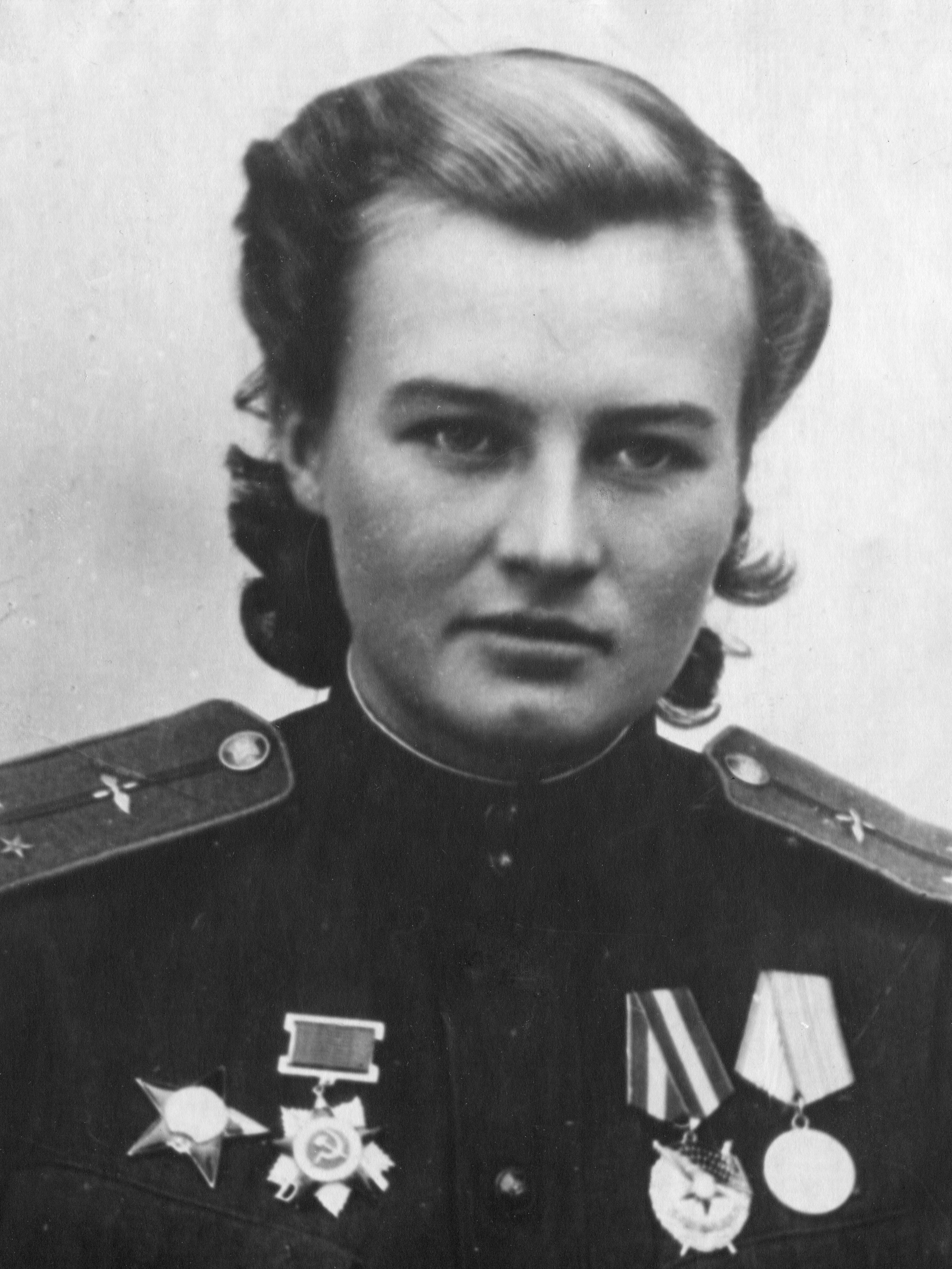
Natalia Meklin.

- 8 de septiembre: Natalia Fiódorovna Meklin, aviadora militar («mayor») y piloto de bombarderos soviético-ucraniana antinazi (f. 2005), heroína de la Unión Soviética; durante la Segunda Guerra Mundial perteneció al escuadrón de bombardeo nocturno Brujas de la Noche.
- 13 de septiembre: Yma Súmac, cantante soprano peruana (f. 2008).[1]
- 15 de septiembre: Bob Anderson, esgrimidor británico (f. 2012).
- 15 de septiembre: Sergio Castro, artista plástico y músico argentino (f. 2012), expatriado en Francia.
- 16 de septiembre: Janis Paige, actriz estadounidense (f. 2024).
- 17 de septiembre: Agostinho Neto, presidente angoleño (f. 1979).
- 24 de septiembre: Meche Barba, actriz y rumbera mexicana (f. 2000).
- 27 de septiembre: Arthur Penn, cineasta estadounidense (f. 2010).

### Octubre
- 4 de octubre: 
  - Francisca Adame Hens, activista española por la recuperación de la memoria histórica y poeta (f. 2022).
  - Francisco Lozano Vicente, político español (f. 2006).
- 5 de octubre: José Froilán González, piloto de automovilismo argentino (f. 2013).
- 8 de octubre: Enriqueta Leguía, poetisa peruana (f. 2017).
- 9 de octubre: Olga Guillot, cantante cubana (f. 2010).
- 15 de octubre: 
  - Aurora Bautista, actriz española (f. 2012).
  - Alfons Figueras, historietista español (f. 2009).
- 22 de octubre: Carlos Estrada, actor argentino (f. 2001).
- 26 de octubre: Darcy Ribeiro, antropólogo, escritor y político brasileño (f. 1997).
- 27 de octubre: 
  - Ruby Dee, actriz estadounidense (f. 2014).
  - Juan Carlos Lorenzo, futbolista argentino (f. 2001).
  - Carlos Andrés Pérez, político venezolano, presidente entre 1974 y 1979 y entre 1989 y 1993 (f. 2010).
- 31 de octubre: Norodom Sihanouk, rey camboyano entre 1941 y 1955 y entre 1993 y 2004 (f. 2012).

### Noviembre
- 5 de noviembre: María Isabel Rodríguez, médico y política salvadoreña.
- 14 de noviembre: Roberto Lovera, jugador de balonceso uruguayo (f. 2016).
- 15 de noviembre: Francesco Rosi, cineasta italiano (f. 2015).
- 16 de noviembre: José Saramago, escritor, periodista y dramaturgo portugués, premio Nobel de Literatura en 1998 (f. 2010).
- 23 de noviembre: 
  - Manuel Fraga Iribarne, político español (f. 2012).
  - Luis D'Jallad, escritor argentino (f. 2008).
- 26 de noviembre: 
  - José María López de Letona, político e ingeniero español (f. 2018).
  - Charles Schulz, historietista y dibujante estadounidense, creador de Peanuts (f. 2000).
  - Carmen Vallejo, actriz y humorista argentina (f. 2013).
- 27 de noviembre: Nicholas Magallanes, bailarín principal y miembro fundador del New York City Ballet (f. 1977).
- 29 de noviembre: Miguel Ocampo, pintor y arquitecto argentino (f. 2015).

### Diciembre

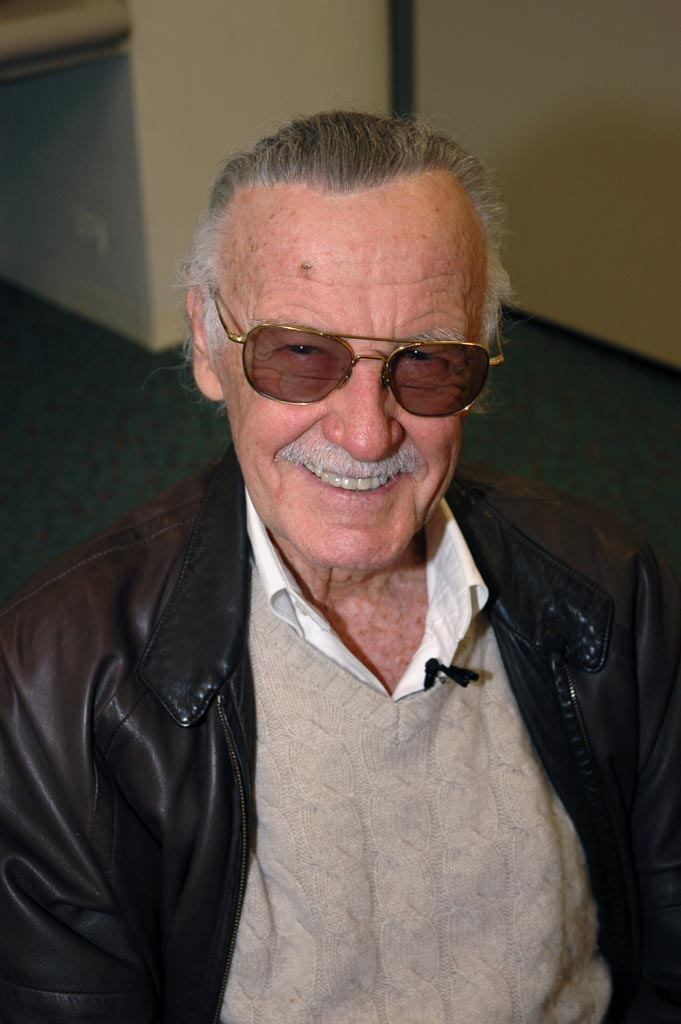
Stan Lee.

- 5 de diciembre: Juan Carlos Casariego de Bel, abogado y economista hispano-argentino; desaparecido (f. 1977).
- 14 de diciembre: Antonio Larreta, escritor uruguayo (f. 2015).
- 23 de diciembre: 
  - Zuleika Alambert, escritora feminista y política comunista brasileña (f. 2012).
  - Micheline Ostermeyer, atleta y músico francés (f. 2001).
- 24 de diciembre: Ava Gardner, actriz estadounidense (f. 1990).
- 25 de diciembre: Maruja Vieira, poeta colombiana (f. 2023).
- 26 de diciembre: Asdrúbal Fontes Bayardo, piloto de automovilismo uruguayo (f. 2006).
- 27 de diciembre: 
  - Juan Gerardi, obispo guatemalteco; asesinado (f. 1998).
  - Ramón Trías Fargas, economista y político español (f. 1989).
- 28 de diciembre: Stan Lee, editor de cómics y guionista estadounidense (f. 2018).

### Fechas desconocidas
- Sylvia Bermann, psiquiatra, catedrática y montonera argentina (f. 2012).

## Enero a junio

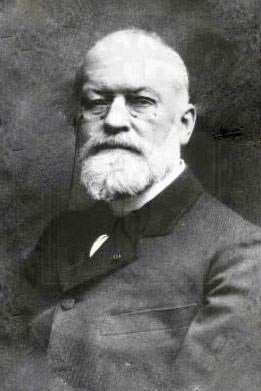
Charles Louis Alphonse Laveran.

- 5 de enero: Ernest Shackleton, explorador irlandés (n. 1874).
- 22 de enero: Benedicto XV, papa italiano (n. 1845).
- 22 de enero: Fredrik Bajer, escritor y pacifista danés, premio Nobel de la Paz en 1908 (n. 1837).
- 26 de enero: Vincenc Strouhal, físico checo.
- 27 de enero: Luigi Denza, compositor italiano (n. 1846).
- 7 de mayo: Manuel Granero (20), torero español (n. 1902).
- 13 de mayo: Varelito (28), torero español (n. 1893).
- 18 de mayo: Charles Louis Alphonse Laveran, médico francés, premio nobel de medicina en 1907 (n. 1845).
- 26 de mayo: 
  - Ernest Solvay, químico belga (n. 1838).
  - Aurélia de Sousa, pintora chileno-portuguesa (n. 1866).

## Julio a diciembre

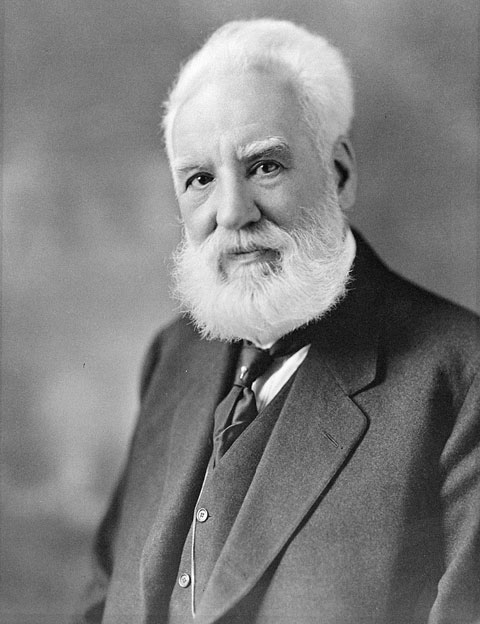
Alexander Graham Bell.

- 6 de junio: Lillian Russell, actriz estadounidense (n. 1860 o 1861).
- 3 de julio: Charlotte Schreiber, pintora e ilustradora anglo-canadiense (n. 1834).
- 20 de julio: Andréi Márkov, matemático ruso (n. 1856).
- 28 de julio: João Cezimbra Jacques, folclorista, escritor y militar brasileño (n. 1848).
- 2 de agosto: Alexander Graham Bell, científico británico (n. 1847).
- 19 de agosto: Felipe Pedrell, compositor español y etnomusicólogo (n. 1841).
- 24 de agosto: Concepción Agramonte, patriota independentista cubana (n. 1834).
- 29 de agosto: Georges Sorel, filósofo francés (n. 1847).
- 22 de octubre: Roberto Wernicke, médico, bacteriólogo, educador e investigador argentino (n. 1852).
- 17 de diciembre: María Douglas actriz mexicana, falleció a causa de suicidio.
- 19 de diciembre: Clementina Black, escritora, feminista y sindicalista (n. 1853)
- 21 de diciembre: Alberta Giménez, religiosa española (n. 1837).
- 30 de diciembre: José Ortega Munilla, escritor y periodista español (n. 1856).

## Arte y literatura
- James Joyce: Ulises.
- Gabriela Mistral: Desolación.
- Bertolt Brecht: Tambores en la noche.
- César Vallejo: Trilce.
- T. S. Eliot: La tierra baldía
- Rainer Maria Rilke: Elegías de Duino
- Pablo de Rokha: Los gemidos.
- Marcel Proust: En busca del tiempo perdido
- F. Scott Fitzgerald: Hermosos y malditos.
- Karel Čapek: La fábrica de Absoluto.
- Agatha Christie: El misterioso señor Brown.
- Hermann Hesse: Siddhartha.
- Rafael Sabatini: El capitán Blood.
- Virginia Woolf: El cuarto de Jacob.
- Stefan Zweig: Amok, Carta de una desconocida.
- Diego Rivera: La creación, su primer mural, en el Antiguo Colegio de San Ildefonso.
- Ludwig Wittgenstein: Tractatus logico-philosophicus.

## Ciencia y tecnología
- Juan de la Cierva y Codorníu: autogiro (precursor del helicóptero).

## Deporte
- 13 de agosto: fundación del Real Jaén Club de Fútbol
- 17 de septiembre: se inician las obras del Autódromo de Sitges-Terramar, pero afincado en el territorio municipal de San Pedro de Ribas (Barcelona), las obras durarían 300 días.
- 18 de octubre: fundación del Hércules Club de Fútbol .
- 8 de diciembre: se celebra el primer partido de baloncesto en España. Tiene lugar en Barcelona entre dos equipos de la ciudad: el CE Europa derrota al Laietà Basket Club por 8 a 2 en el campo del primero.
- El FC Barcelona inaugura el estadio de Les Corts, con capacidad para 30 000 espectadores.
- Campeonato Uruguayo de Fútbol: Nacional se consagra campeón por novena vez.

## Cine
- Nanook, el esquimal (del cineasta Robert J. Flaherty). Se trata del primer documental que puede denominarse como tal de la historia.
- Se estrena Nosferatu, eine Symphonie des Grauens (del cineasta alemán F. W. Murnau), Max Schreck actúa en el papel del vampiro.
- Les Grenouilles qui demandent un roi de Ladislas Starewitch
- La Souriante Madame Beudet (de la realizadora francesa Germaine Dulac). Una película que define su etapa impresionista.

## Premios Nobel
- Física: Niels Henrik David Bohr.
- Química: Francis William Aston.
- Medicina: Otto Fritz Meyerhof Archibald Vivian Hill.
- Literatura: Jacinto Benavente.
- Paz: Fridtjof Nansen.